# Harry Ratsch
Harry Ratsch (* 25. Oktober 1924; † 18. September 2001 in Senftenberg) war ein deutscher Fußballspieler, der von 1951 bis 1960 in der DDR-Oberliga, der höchsten Liga im DDR-Fußball, aktiv war. Er wirkte später in der zweitklassigen DDR-Liga auch als Trainer.

## Sportliche Laufbahn
Bis 1951 spielte Harry Ratsch in Großkayna bei der fünftklassigen Betriebssportgemeinschaft (BSG) Aktivist. Zur Saison 1951/52 wechselte er zur BSG Aktivist Brieske-Ost in die DDR-Oberliga. Dort war er zehn Spielzeiten lang Stammspieler, zunächst als Spieler im Mittelfeld, wurde aber ab 1953 als Abwehrspieler eingesetzt. Er bestritt insgesamt 254 Oberligaspiele und erreichte damit Platz vier unter den Spitzenspielern der BSG Aktivist, deren Oberligamannschaft 1954 zum Sportclub Aktivist Brieske-Senftenberg delegiert wurde. In Harry Ratsch aktiver Zeit wurden in der Oberliga insgesamt 265 Spiele ausgetragen, von denen er lediglich elf Begegnungen verpasste. Da er hauptsächlich defensiv ausgerichtet war, blieb er in allen Oberligaspielen ohne Torerfolg. Seine letzte Spielzeit absolvierte Ratsch 1960 (Kalenderjahr-Saison), in der er 35-jährig noch 24 von 26 Oberligaspielen bestritt. 
Nach der Beendigung seiner Spielerlaufbahn betätigte sich Harry Ratsch als Fußballtrainer. Nachdem er nebenbei schon 1960 bei der BSG Chemie im Senftenberger Nachbarort Hosena die viertklassige Bezirksligamannschaft betreut hatte, übernahm er zur Saison 1974/75 zusammen mit Heinz Auras das Training bei der BSG Aktivist Brieske-Senftenberg. Beide Trainer konnten jedoch die Mannschaft nicht vor dem Abstieg aus der DDR-Liga bewahren. Nach dem sofortigen Wiederaufstieg wurde Ratsch für zwei Spielzeiten alleiniger Trainer und sorgte dafür, dass Brieske sich in der DDR-Liga etablieren konnte. Für die Spielzeit 1978/79 wurde ihm Klaus Mieth zur Seite gestellt, und mit beiden Trainern absolvierte Brieske auch seine dritte DDR-Liga-Saison in Folge erfolgreich. Auch 1979/80 wirkte das Gespann Ratsch/Mieth bei der BSG Aktivist, doch gelang diesmal der Klassenerhalt nicht. Das Trainergespann schied nach dem Abstieg aus, und Harry Ratsch tauchte auch später nicht mehr bei höherklassigen Mannschaften auf. 